# 表情
表情（ひょうじょう）とは、感情や情緒を、外見や身振りなどに出し表す行為、あるいは現れたもの。

## 概説
これによってある個人（個体）の感情の状態が、見る者へと伝えられる。
表情は非言語コミュニケーションのひとつと位置づけられる。人間の間の、そして大部分の哺乳類とその他のいくつかの動物でも用いられる、社会的情報を伝達する重要な手段である。人間は表情を自発的に利用することもできる。だが、大部分は感情と密接に繋がっており、無意識に行われる。特定の表情は抑えた方が望ましいときでも、抑制するのが非常に難しい。
いくつかの表情、特に満足と怒りは異なる種の生物の間でも、かなり正確に意図が通じ合う。一方で、他の表情は親密な個人の間でも解釈が難しいことがある。表情は顔の小さな部分の動作によって表されるために、それを読むにはかなりの感度を必要とする。
感情と表情は逆の方向でも作用しあうようである。自発的に表情を作ると、関連する感情が引き起こされることがある。

## 普遍性
チャールズ・ダーウィンは著書『人間及び動物の表情について』（1872刊）を書く前に、世界各地の先住民族へ手紙を送り、それぞれの表情についてアンケートをとった。このアンケートは現在の基準から見れば不十分な物であったが、その結果に基づいてダーウィンは表情は人類共通であると結論づけた。

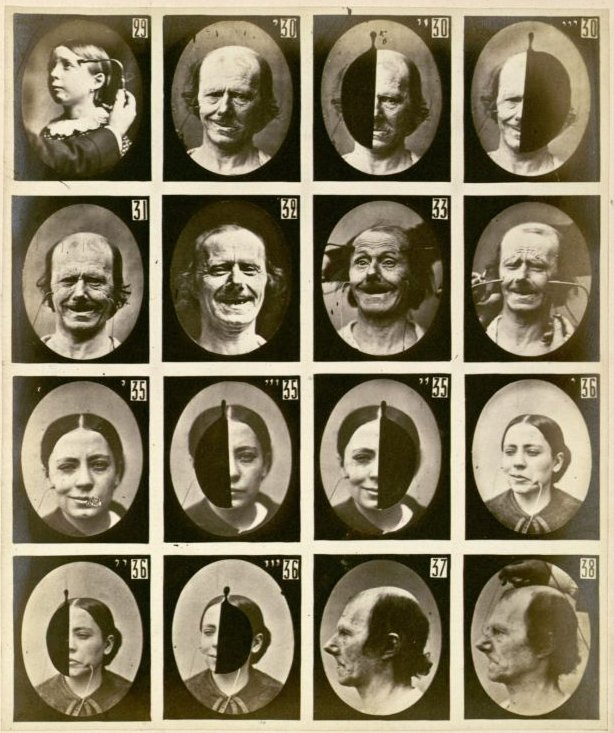
ギョーム・デュシエンヌの1862年の著書『人の表情メカニズム』より。デュシエンヌは電気刺激を与えることでどの筋肉がどの表情と結びついているのかを調査した。ダーウィンは後の著書でこの写真を再録し、動物の表情と比較した。

20世紀中頃まで、大部分の人類学者は表情は完全に学習の産物であり、文化間で全く異なると考えていた。1930年代にニューギニア島高地の先住民が「発見」されたとき、彼らが友好の記として笑顔を用いていたことは西洋の人類学者と社会学者を驚かせた。心理学者ポール・エクマンの研究は、怒り、悲しみ、恐れ、驚き、嫌悪、幸福感、表現に関する表情が人類共通であることをしめし、ダーウィンの100年前の主張を確かめた。エクマンによれば、文化的背景に関係なく、また文化が孤立しているか他の文化に曝されているかに関係なく他の感情との関係は文化普遍的である。生まれつき視覚と聴覚に障害を持つ人も、儀礼的な作り笑いなどはできないが、基本的な表情は健常者と共通である。

## コミュニケーション

### 目
表情の中でも、特に目は顕著で直接的な印象を生む。目は人が考えていること、感じていることを強く反映する。
対話をしている時の目には、話者と聞き手の交替時期を調整する、相手の反応をモニターする、意思を表示する、感情を表現する、当該対人関係の性質を伝達する、という5種類の機能がある。
感情表示器官としての目は、さまざまな感情を表示するため、顔の他の部分と連携する。目はまた、脅し、咎め、憎み、恐がらせ、知らないふりをし、嘆願し、誘惑し、そして愛することもできる。このような感情の程度の違いは、目と顔の外見だけでなく、注視の時間的な長さと固定度によっても伝達できる。
まばたき頻度は神経質になっているか、リラックスしているかと相関する。ボストン大学のJoe Tecceによれば、ストレスレベルと瞬きの頻度は関連がある。彼は大統領候補のまばたき頻度と大統領選の進展に関するデータがその主張の証拠となると考えている。Tecceは1980年以来、大統領討論でよりまばたきをする候補が敗北していると主張している。しかし神経質な状態はまばたき以外にも、汗や目の動き、ぎこちなさなどで計ることもできる。
アイコンタクトは、表情の中で、もうひとつの代表的要素である。これは、お互いに視線を交わすことである。互いの目と目を見つめ合うこと、あるいはアイコンタクトを取り合うことを相互注視（mutual gaze）という。
一部の研究者は新生児が母親と頻繁にアイコンタクトする数少ない哺乳類の一種であると考えた。アイコンタクトは様々な用途に用いられる。それは会話の一部でもあり、関心や関係の所在を表す。それは命令を伝えたり、うわつき、よそよそしさ、威嚇などを伝える。また会話のきっかけを作る。
アイコンタクトや注視、相互注視のルールは国、地域や文化によって異なる。西洋文化ではアイコンタクトの不足は失礼な行為と見なされるが、アジア文化の一部では直接的なアイコンタクトは挑発と受け止められることがある。目を伏せることが尊敬の信号と見なされる文化もあるが、西洋では自信の欠如と解釈される。目は人が意識的に伝える以上の情報を相手に伝える。

## 文化による違い
基本的な感情とそれに結びついた表情は文化普遍的だが、その表現の強さは文化によって大きく異なる。エクマンのアメリカ人と日本人を対象とした調査によれば、調査員から悲惨な映像を見せられたとき、アメリカ人は困惑したそぶりを見せるが、日本人は儀礼的な笑顔を崩さない傾向があった。しかし誰も同席していないとき、アメリカ人も日本人も顔をしかめた。文化によって、どのような感情を見せることがタブーであるか、好まれないかに違いがある。
一部の科学者はなぜ表情がどれほど訓練しても自在にコントロールできないかを疑問に考えた。コミュニケーション信号はそれのやりとりによって発信者と受信者がともに利益を受けられるときに進化する。そのために、アモツ・ザハヴィやジャレド・ダイアモンドなどは、一部の機能が明確ではない表情（泣く、驚くなど）はハンディキャップ信号として進化したのではないかと推測した。動物のコミュニケーション#コミュニケーションの進化も参照。